# 武川鎮軍閥
武川鎮軍閥（ぶせんちんぐんばつ）は、中国南北朝時代の西魏・北周、および隋・唐の支配層を形成していた集団のことである。関隴集団ともいう。
最初にこの集団に着目したのは、清朝の考証学者である趙翼であった。趙翼はその著『二十二史箚記』の巻15に「周隋唐皆出自武川」という項を立てて、この集団について正史に基づいて論証した。武川鎮は「王気」が聚まる所であると述べている。
「関隴集団」の語を用いて、更にこの貴族集団に関して論証を推し進めたのは陳寅恪であり、『唐代政治史述論稿』（1944年）等において詳述されている。また日本の谷川道雄も、『隋唐帝国形成史論』（1971年）等で論証している。

## 北魏・北周
武川鎮とは、北魏前期の首都平城を北の柔然から防衛する役割を持っていた6つの鎮のうちの1つである。北魏では各国境に匈奴・鮮卑系の名族を移り住ませ（鎮民）、その上に鎮将を置いて当地の軍政を行わせ、防衛を行っていた。他の地域の鎮は北魏の中央集権化が進むと共に廃止されるが、これら六鎮のみはそのまま残され、ここの鎮民たちは選民として特別待遇を受けていた。
しかし北魏の漢化政策が進むにつれてこの六鎮の地位も下落し、孝文帝により洛陽に遷都されたことで六鎮はほとんど流刑地同然になった。この待遇に対し六鎮では不満を抱く者たちが続出し、六鎮の乱が起こると北魏は大混乱に陥る。
六鎮の乱は爾朱栄により収められるが、北魏の混乱はそれだけでは終わらずに軍閥の割拠状態となる。この戦乱を勝ち抜いたのが、六鎮の1つ懐朔鎮出身の高歓と武川鎮出身の宇文泰である。高歓と宇文泰はそれぞれ皇帝を擁立し、北魏は高歓の東魏と宇文泰の西魏に分裂する。宇文泰は武川鎮出身の者たちを集めて軍団を作り、西魏の支配集団を武川鎮出身の者で固めた。西魏の支配地は現在の陝西省と甘粛省であったので、このことから武川鎮軍閥のことを関隴集団（関隴貴族集団）とも呼んでいる。関は関中（陝西省）のことで、隴は隴西（甘粛省南東部）のことである。
宇文泰は東魏に対抗するために府兵制を創始し、その軍を編成して十二大将軍・八柱国をその指揮官とした。大将軍・柱国には武川鎮出身者を就け、これが西魏とそれを受け継いだ北周の支配者集団となる。その人員については後述の#柱国・大将軍を参照。

## 隋唐
北周の武帝は北斉を滅ぼして華北を統一するが、念願の南北統一を前にして病死する。その後を継いだ宣帝は奇矯な人物であり、即位後すぐに幼子の静帝に位を譲り、宣帝自身は太上皇として、好き勝手な放逸に耽るようになった。そのため、宣帝の皇后の父で十二大将軍である楊堅（後の隋の文帝）が衆望を集めるようになる。
楊堅は幼主の静帝より禅譲を受けて隋を建て、589年に南朝陳を滅ぼして中国を統一する。革命が起きたとはいえ、隋の支配者集団は変わらずに関隴系であり、楊堅の皇后独孤伽羅は八柱国の独孤信の娘（七女）である。これ以外にも関隴集団内では複雑な姻戚関係が結ばれており、互いの間での関係を密にすることでより力を高めていた。ただし文帝が北周皇族の宇文氏を根絶やしにしたことが武川鎮軍閥内での隋室への不信感を産み、このことが隋滅亡の要因に挙げられる。
隋は楊玄感の反乱を機に全国で大反乱が起き、その中で八柱国の李弼の曾孫である李密、同じく八柱国の李虎の孫である李淵も反乱に参加する。李淵は八柱国の家系であるというだけではなく、独孤信の娘（四女）を母としており、いわば関隴系の中で最上級の血統を持っていた。これによって関隴貴族集団の強い後援を受けられたことが、李淵が簡単に大興城（長安）を奪取し、最終的に争覇戦で勝利した理由の一つだと見られている。
隋が滅び唐が建国されたが、支配者集団は変わらずに関隴系であり続け、初唐の主要な地位を持った者たちには関隴系の者が多数を占めている。
政権を握った関隴貴族集団は、自らの地位を確固たるものとするために貴族制の再編に取り組む。当時は南北朝時代から引き継がれた家格の上下による人間の上下の思想が強く残っており、当時もっとも家格が高いとされていたのが山東の崔氏・盧氏・李氏・鄭氏の4姓であった。高祖李淵の後を継いだ太宗は、貴族の家格を九等に分ける『氏族志』の編纂を命じ、一等に唐の皇族の李氏、二等に独孤氏・竇氏・長孫氏の外戚を就け、関隴系こそが最高の家格であると「公認」させた（実際には旧来からの家格意識は根強く残った）。

## 関隴貴族集団支配の終焉
この関隴貴族集団の支配体制が覆される契機となったのは、武則天による科挙出身者の登用である。
太宗死後、関隴系の領袖といえる長孫無忌が高宗を擁して専権を振るい、反対者を排除していた。武則天は高宗を籠絡することにより、長孫無忌を追い落とした。
武則天自身も関隴系の出身ではあるのだが、主流には遠かった。そこで武則天は権力を掌握するに当たって、関隴系が政権を握っていることに不満を持つ層を味方につけた。その中には性質の悪い者もかなりいたが、科挙出身者の能力がある者が武則天の周りに集まった。
科挙は既に隋代から行われていたが、関隴系が支配する宮廷では科挙出身者たちは高位の役職につけないことが多かった。武則天はそれらの者を積極的に登用し、自らの政権を固めていった。
武則天の建てた武周は武則天の老いにより頓挫し、その後の玄宗の即位により関隴体制が復活することになる。玄宗も治世初期には武則天の登用した科挙出身者を使っていたものの、中期以降は名族の李林甫（李淵の従父弟の曾孫に当たる）などを使うようになる。
その後の安史の乱・牛李の党争などにより貴族の優位性が崩れ、科挙官僚の進出が目立つことになる。その後の黄巣の乱により唐は大幅に国力を消耗し、関隴集団も姿を消すことになる。

## 柱国・大将軍

### 八柱国
- 元欣（西魏の宗室）
- 宇文泰
- 李虎（唐の高祖李淵の祖父）
- 李弼（李密の曾祖父）
- 独孤信（楊堅の皇后独孤氏の父、唐の高祖李淵の外祖父）
- 趙貴
- 于謹
- 侯莫陳崇

### 十二大将軍
- 楊忠（楊堅の父）
- 元賛（西魏の宗室）
- 元育（西魏の宗室）
- 元廓（後の恭帝）
- 侯莫陳順
- 宇文導（宇文泰の甥）
- 達奚武
- 李遠
- 豆盧寧
- 宇文貴
- 賀蘭祥
- 王雄